# Ȍ
Das Ȍ (Minuskel: ȍ) ist ein in der phonologischen oder poetischen Notation im Kroatischen oder Slowenischen verwendetes Graphem. Es handelt sich um ein O mit einem diakritischen Zeichen, dem doppelten Gravis-Akzent.

## Verwendung
Im Serbokroatischen und Slowenischen wird „ȍ“ verwendet, um ein o mit einem kurzen absteigenden Ton zu notieren. Da der Ton in diesen Sprachen in der Regel nicht notiert wird, wird das „ȍ“ hauptsächlich in Grammatikbüchern und Wörterbüchern verwendet.